# Rally Trophy
Rally Trophy è un videogioco di guida per computer, creato da Bugbear Entertainment e distribuito da JoWooD.

## Auto disponibili
- Mini Cooper 1275S
- Saab 96 V4
- Alfa Romeo Giulia GTA
- Fiat 600 Abarth
- Opel Kadett
- Lancia Fulvia
- Ford Cortina
- Ford Escort RS2000 MK1
- Volvo Amazon
- Alpine A110
- Lancia Stratos

## Tracciati
Nel gioco sono presenti 42 tappe in cinque paesi: 
- Russia
- Svezia
- Finlandia
- Svizzera
- Kenya

I tracciati sono variegati da diverse superfici stradali, come ad esempio: sterrato, fango e asfalto. 
Come molti giochi di simulazione durante il gameplay, il giocatore può imbattersi in condizioni meteorologiche avverse e variabili (ad esempio la pioggia) o cicliche (giorno e la notte). 

## Modalità di gioco
In caso di urti è possibile arrecare sia danni fisici sia meccanici alla propria vettura, detto ciò è sconsigliabile danneggiare i fari, siccome non è presente alcuna luce virtuale durante le fasi notturne (come nella realtà). 
Molti esperti del genere affermano che questo gioco è stato paragonato come un Grand Prix Legends del mondo del rally, questo era dovuto alle attenzioni meticolose verso le vetture storiche, rispettando i parametri tecnici delle auto d'epoca (in tali vetture non sono presenti ne i controlli inerenti alla trasmissione e ne l'ABS). 